# Xã Oakland, Quận Schuyler, Illinois
Xã Oakland (tiếng Anh: Oakland Township) là một xã thuộc quận Schuyler, tiểu bang Illinois, Hoa Kỳ. Năm 2010, dân số của xã này là 135 người.